# Édmée Chandon
Édmée Marie Juliette Chandon (Paris, 21 de novembro de 1885 – Paris, 8 de março de 1944) foi uma astrônoma, considerada como a primeira astrônoma profissional da França. Trabalhou no Observatório de Paris de 1908 até aposentar-se em 1941.

## Biografia
A mais velha dos cinco filhos de Marie Duhan e do comerciante François Chandon, nasceu em 21 de novembro de 1885 no 11.º arrondissement de Paris. Em julho de 1906 completou a graduação em ciências matemáticas na Faculté des sciences de Paris. Começou a trabalhar no Observatório de Paris em novembro de 1908 como estagiária, onde encontrou Jacques Jean Trousset. Eles casaram em 6 de abril de 1910 em Saint-Cloud mas o casamento durou pouco tempo; divorciaram-se em 26 de abril de 1911.
Em 28 de fevereiro de 1912 Chandon foi indicada aide astronome et attachée no Observatório de Paris, efetivada a partir de 1 de março, e a indicação a fez a primeira astrônoma feminina profissional na França. O jornal L'Aurore declarou a indicação uma "nova vitória feminista". Chandon representou o Observatório de Paris na Fête du Soleil, organizada pela Société astronomique de France na Torre Eiffel em 22 de junho de 1914. Em março de 1930 Chandon defendeu sua tese, "Research on the tides of the Red Sea and the Gulf of Suez". Aposentou-se em 1 de outubro de 1941.
Em 17 de maio de 1943 a Académie des Sciences propôs quatro candidatos ao Ministro da Educação Nacional da França para cargos de astrônomos titulares do Observatório de Paris, incluindo Chandon.
Chandon morreu em sua casa em Paris em 8 de março de 1944. Após sua descoberta em 1935, o asteroide 1341 Edmee foi denominado em sua memória.